# Castillo de Sibirana
El castillo de Sibirana, o simplemente Sibirana (o Sibrana), es el nombre con el que se conoce a un despoblado del que tan solo se conserva un castillo y una iglesia (la Ermita de Santa Quiteria), ambos en estilo románico aragonés. El lugar se encuentra en el término municipal de Uncastillo (provincia de Zaragoza). Se encuentra a 12 km de Uncastillo y a 10 km de Luesia.
Se puede llegar a Sibirana por una pista que desde Luesia llega al pozo de Pígalo, dejando la pista cerca de Pígalo por un camino que avanza en dirección noroeste. También se puede acceder a Sibirana desde Petilla de Aragón a través del Sendero de Gran Recorrido (GR) que desde Sos del Rey Católico llega al castillo de Royta, a través de un camino interesantísimo desde los puntos de vista histórico, natural y paisajístico.
El castillo de Sibirana se encuentra protegido legalmente con la declaración de Bien de Interés Cultural por el Gobierno de Aragón, siendo de propiedad particular tanto el castillo como toda la finca sobre la que se asienta.

## Historia
A principios del siglo x, el rey Sancho Garcés I de Pamplona decidió proteger sus dominios orientales, en los alrededores de Sangüesa, valle de Roncal, valle de Onsella y partes del valle del río Aragón; y llevó a cabo una maniobra que consistía en ocupar las cimas (y las partes altas de los mencionados valles) de las sierras de Santo Domingo y San Juan de la Peña, ambas de la Guarguera (valle del río Guarga), y de esta forma bloqueaba una posible entrada de los musulmanes en las zonas occidentales del primitivo condado de Aragón, eligió como centro de la región la ciudad de Jaca. Por otra parte, esta maniobra le permitía evitar la expansión del condado aragonés hacia esta región, a la vez que presionaba sobre la ciudad de Huesca, que se encontraba en manos de los árabes, cuyos jefes se encontraban en buenas relaciones con la familia Aznar, titular del condado de Aragón.
Así, en una línea continua que partía de Vadoluengo, al lado de Sangüesa), se levantaron entre 905 y 925 los castillos de Royta, Sibirana, Uncastillo, Luesia, Biel, Castiliscar y torres fortificadas en otros lugares como Agüero, Sos, Navardún, Petilla de Aragón, Liso, Murillo de Gállego, y otros, incluyendo Secrún, y un despoblado en el término municipal de Sabiñánigo.
Sin embargo, según José Luis Aramendía, basándose en la obra El nacimiento del arte románico en Aragón, de E. Lorente, F. Galtier y García Guatas, el castillo de Sibirana fue conquistado por el rey Sancho Garcés I Pamplona en el año 921. En este caso, se trataría de una conquista de una torre islámica anterior sobre la cual se construyó el actual castillo. Esta torre habría sido propiedad de los Banu Qasi desde 891.
Según Agustín Ubieto Arteta, la primera cita conocida del lugar de Sibirana es de 1063, recogida en la obra de Dámaso Sangorrín Libro de la Cadena del Concejo de Jaca, en Colección de documentos para el estudio de la Historia de Aragón, XII (Zaragoza, 1931) y documenta las variantes Sibrana y Siurana.
En 1086, el sitio de Sibirana (el castillo y el pueblo que se extendía a sus pies) formaron parte de la dote que se entregó a Felicia de Roucy, cuando se celebró su boda con el rey Sancho Ramírez de Aragón.
Por otra parte, Alfonso I de Aragón otorgó carta puebla a Luesia, en la cual se decía y desde allí baxando a donde el río Sibrana. Entre 1159 y 1162 estuvo bajo tenencia de Pedro López de Luna.

## Arquitectura

### El castillo
El castillo de Sibirana se levantó en un pequeño vallejo en el curso del barranco de Sibirana, un afluente por la margen derecha del río Arba de Luesia. La finalidad del castillo era controlar el paso que desde Uncastillo y desde Luesia permite acceder al valle del río Onsella y, a través de este río, llegar a Sos y Sangüesa, el valle del río Aragón. El castillo está justo sobre el camino, facilitando la posibilidad de bloqueo de este en caso de necesidad.
Las dos torres que conforman el castillo fueron construidas en lo alto de una peña rocosa y muy escarpada que hace imposible el acceso por el sur. La entrada estaba por el norte, mediante una escalera de madera hoy inexistente. Quedan en la roca de la peña los agujeros donde se colocaban los maderos de la escalera. Cada una de las dos torres tiene una planta cuadrada de 4 metros de anchura y una altura de 25 metros repartida en tres pisos levantados en madera. Gracias a lo alejado del lugar, ambas torres se han mantenido en un perfecto estado de conservación exterior hasta la década del 2010, conservando incluso sus almenas.
Cabe resaltar que ninguna de las dos torres tiene aberturas o aspilleras al lado norte para evitar los fríos vientos del norte, o cierzo. Además, al norte las torres eran más accesibles, por lo que evitar aberturas era también una estrategia defensiva.
El suministro de agua potable al castillo provenía del cauce del barranco que circula a sus pies, y los alimentos se adquirían de las tierras próximas, teniendo especial importancia la ganadería como fuente de subsistencia.

### La iglesia románica de Santa Quiteria
Al norte del conjunto hay una amplia plaza a la que se accede bordeando el castillo por su parte occidental. En esta plaza hay un edificio moderno, e inmediatamente encima de ella se levantan las ruinas de la pequeña ermita de Santa Quiteria.
Esta iglesia, seguramente coetánea del castillo, ya que está construida en el mismo estilo románico. José Luis Aramendía data la exigua ornamentación de principios del siglo XIII, apuntando además que se trata de estilo románico jaqués.
La iglesia está orientada al este, teniendo una sola nave, con tejado de vigas de madera y teja árabe, derrumbado casi completamente en la primera década del siglo XXI. Seguramente, cuando lo construyeron inicialmente el tejado no sería de teja, sino de pizarra, como se hacía tradicionalmente en las construcciones de la época en la región.
La ermita solo tiene un ábside en su lado oriental. La construyeron con sillares perfectamente tallados y de gran calidad.
La parte más trabajada de la ermita es su portada, muy simple, y que solamente tiene un tímpano en forma de semicírculo, en el que hay un crismón y dos capiteles que enmarcan un arco de medio punto. Por desgracia, la parte sur de la ermita se ha derruido casi por completo.
En la fachada oriental hay una ventana, también en arco de medio punto, cuya función es la dotar a la estancia de una mínima iluminación.

### El lugar
No es posible precisar con exactitud cuándo se despobló Sibirana, pero parece que fue entre los siglos XVII y XVIII. Las causas del abandono se pueden entender por su ubicación en una zona muy agreste, muy alejada de otras poblaciones, con un clima agrio y zona difícil para la agricultura. Las epidemias de finales de la Edad Media y principio se la Edad Moderna vaciarían el lugar sin que nadie acudiese a repoblarlo de nuevo. Sin embargo, cabe constatar que el lugar continuaba habitado a finales del siglo XVIII, como consta en el libro de bautismos de Petilla de Aragón.
Quedan restos de diez o doce viviendas a los pies del castillo en su cara sur, debajo de la peña.

## Galería de imágenes

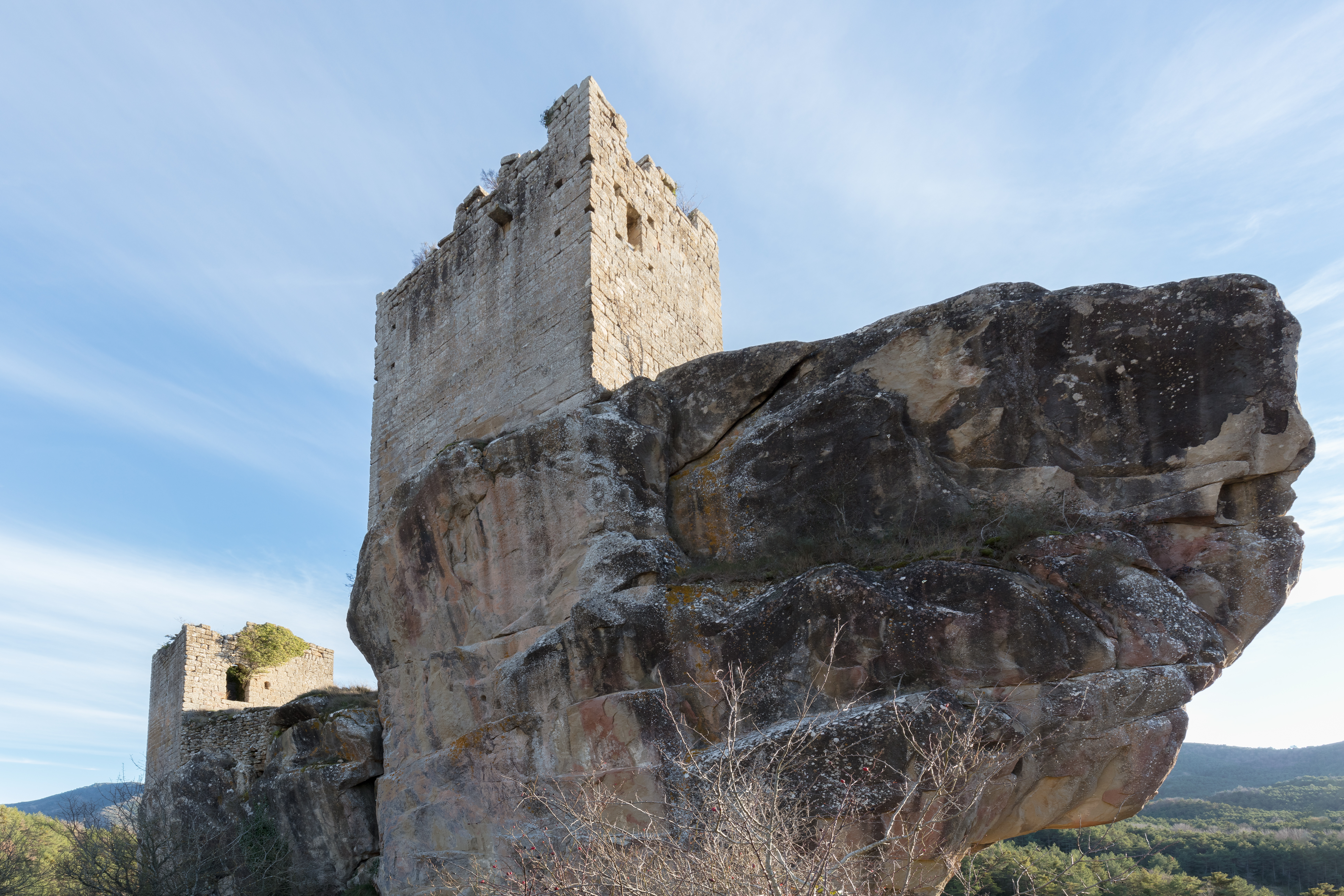
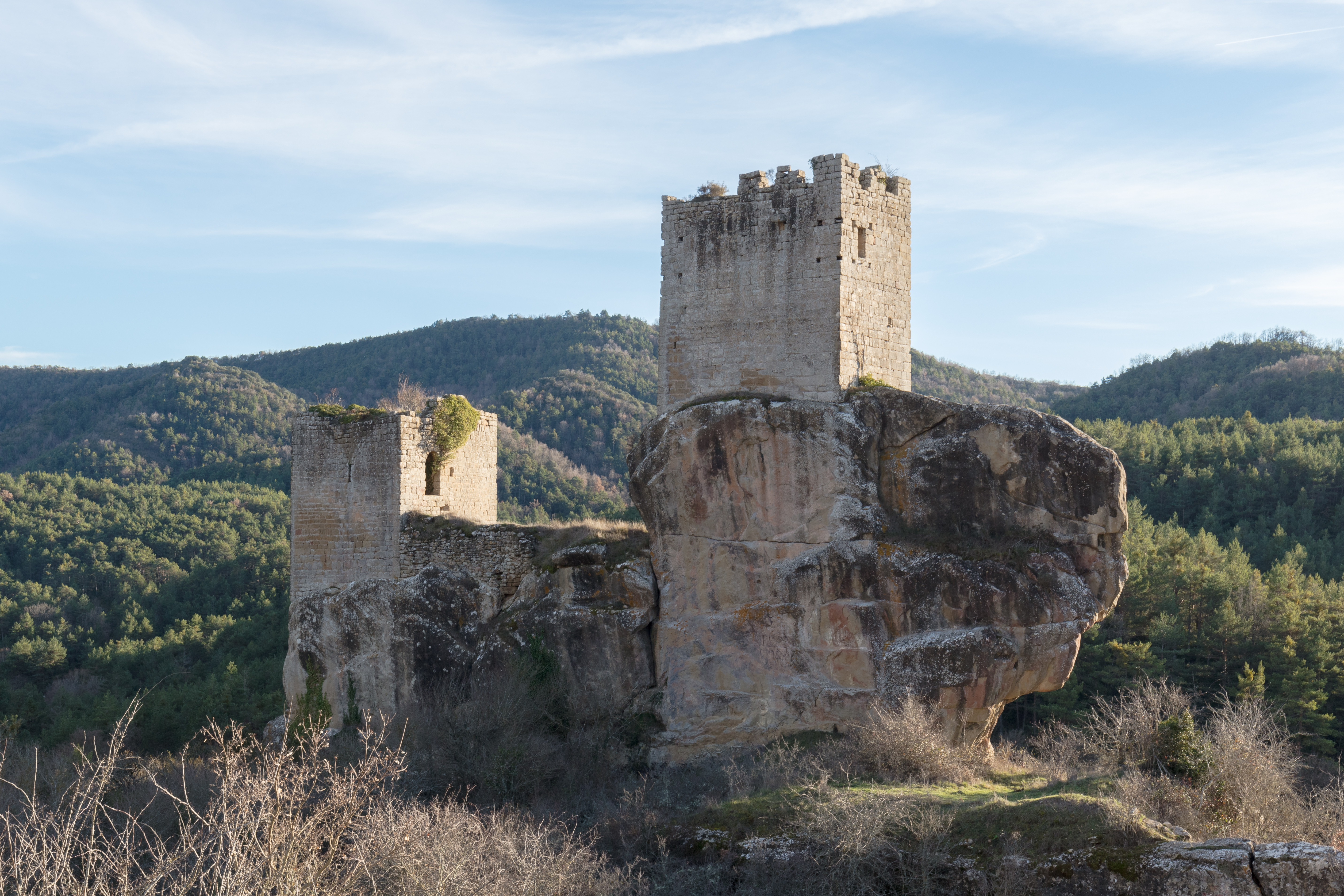
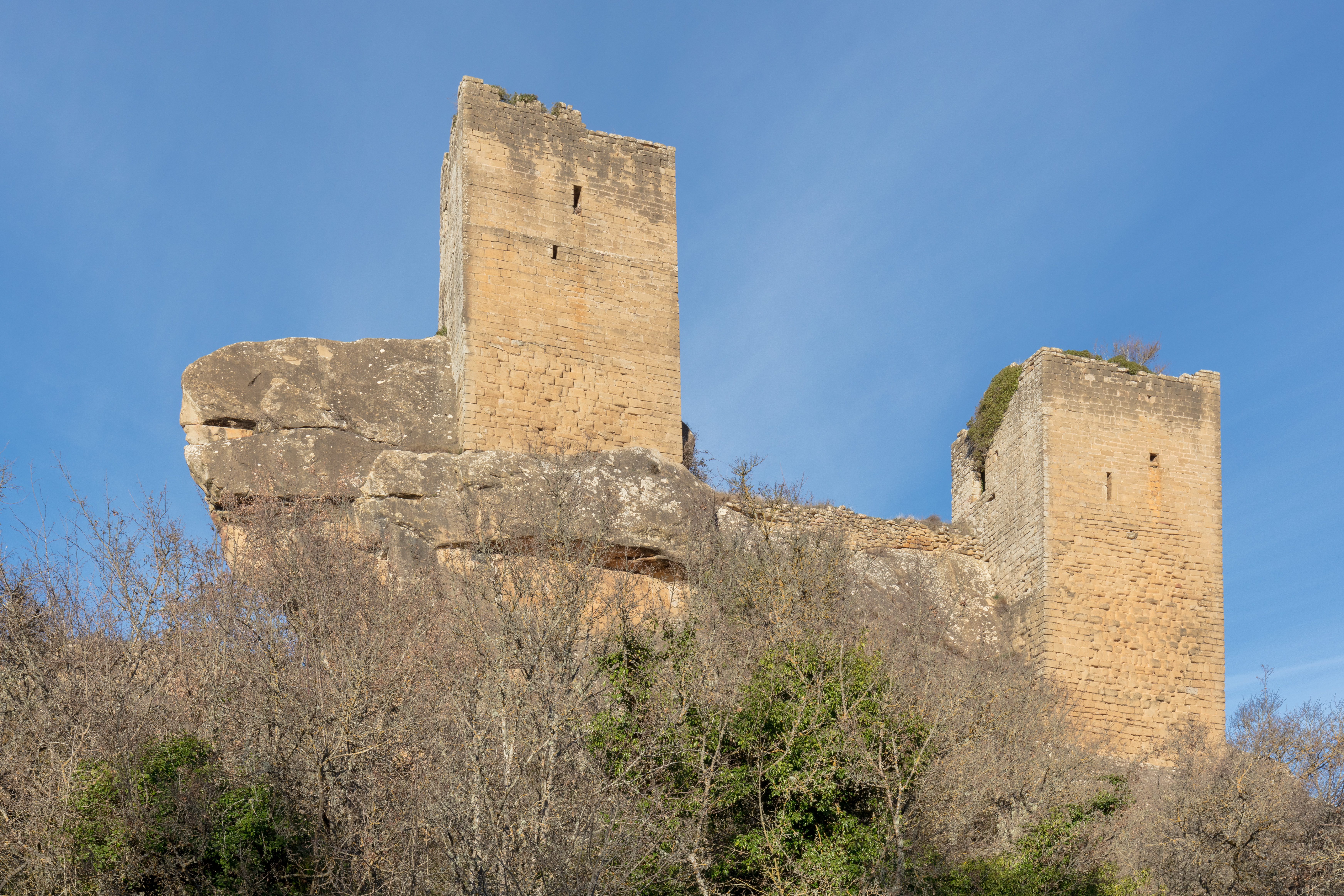
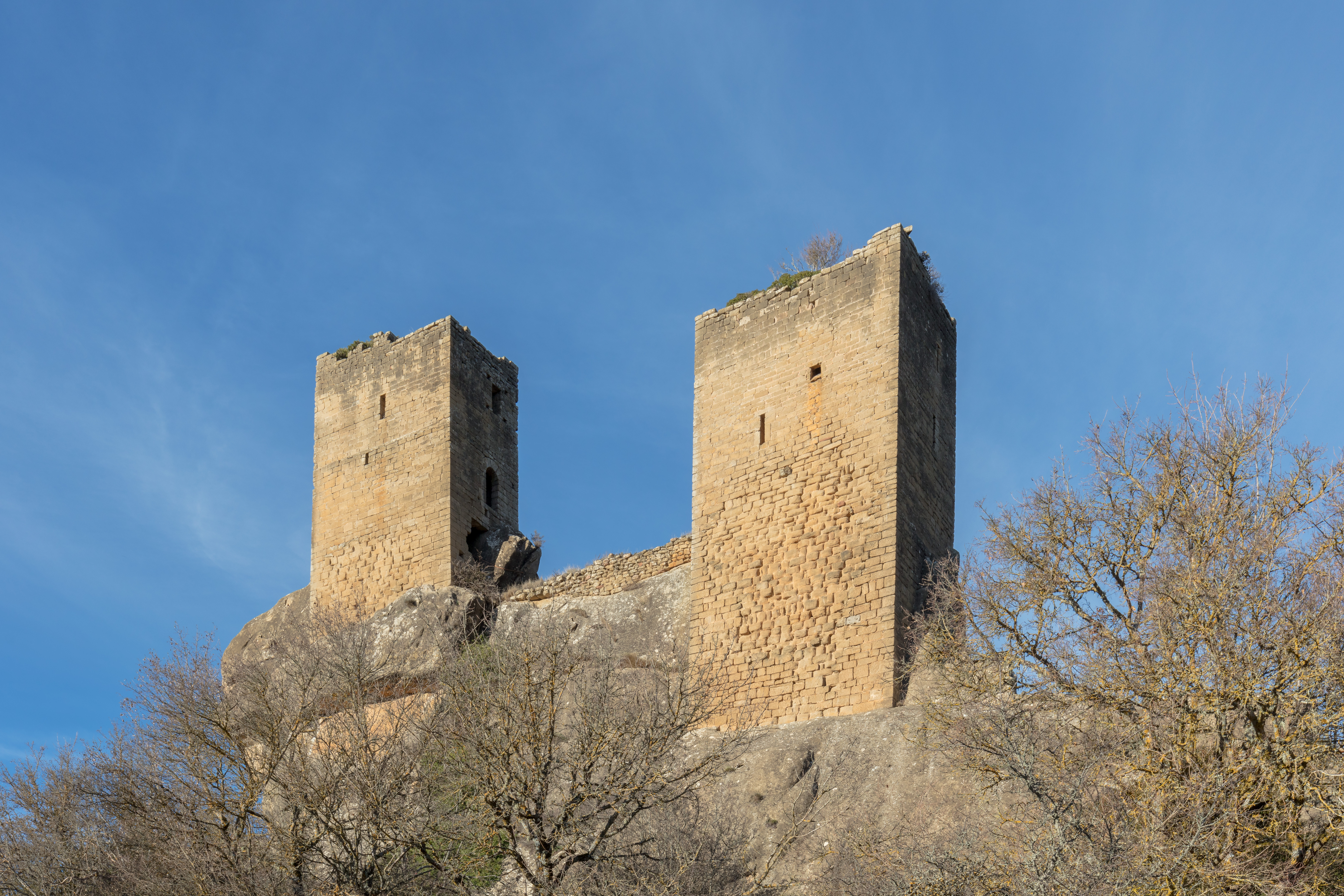
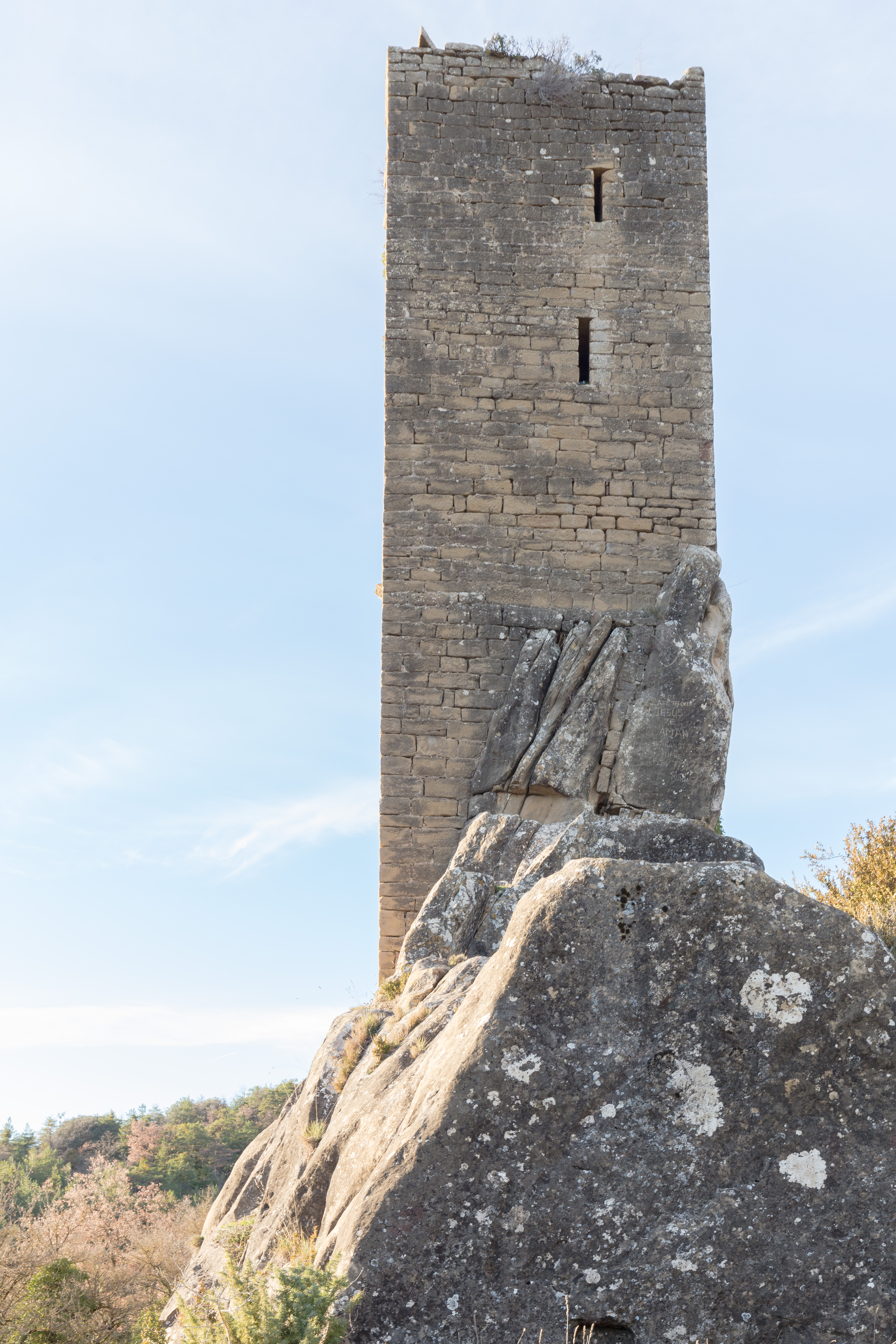
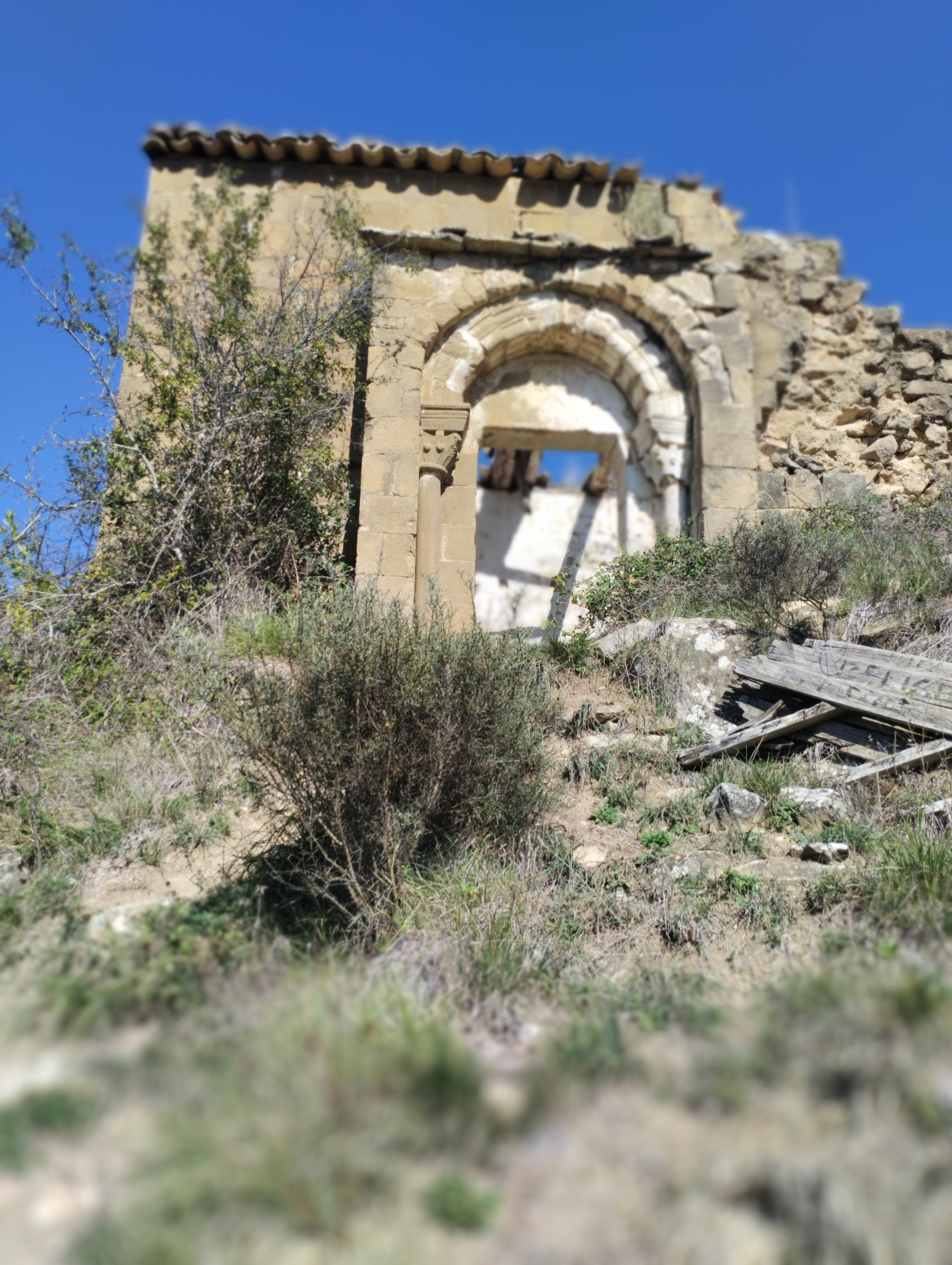
Ermita de Santa Quiteria